# GRB 970228
GRB 970228 – pierwszy rozbłysk gamma, w przypadku którego zaobserwowano tzw. poświatę, czyli świecenie również w zakresie fal dłuższych niż gamma (promieniowanie rentgenowskie, ultrafioletowe, optyczne, podczerwone czy radiowe). Został zaobserwowany 28 lutego 1997 roku w galaktyce odległej o 8,123 mld ly (przesunięcie ku czerwieni z = 0,695).
Rozbłysk ten był obserwowany m.in. przez Kosmiczny Teleskop Hubble’a.
W 1993 roku Bohdan Paczyński i James E. Rhoads opublikowali artykuł, w którym omawiali możliwość wystąpienia podczas rozbłysków gamma emitowania przez nie promieniowania także i w innych długościach fal (przede wszystkim radiowych) bez względu na rodzaj eksplozji, która powoduje rozbłyski. Przewidzieli, że interakcja pomiędzy wyrzuconą materią oraz materią międzygwiazdową stworzyłoby falę uderzeniową. Gdyby nastąpiła ona w polu magnetycznym, przyspieszone elektrony emitowałyby długotrwałe promieniowanie synchrotronowe w częstotliwości radiowej. Zjawisko to było później określane jako poświata radiowa. Jonathan Katz stwierdził później, że promieniowanie to nie powinno ograniczać się do promieniowania gamma i fal radiowych, ale rozciągać się na wszystkie długości, w tym światło widzialne.